# Condado de Glenn
El condado de Glenn (en inglés: Glenn County), fundado en 1891, es uno de 58 condados del estado estadounidense de California. En el año 2010, el condado tenía una población de 28 122 habitantes y una densidad poblacional de 8 personas por km². La sede del condado es Willows.

## Geografía
Según la Oficina del Censo, el condado tiene un área total de 3437.3 km², de la cual 3405.3 km² es tierra y 32 km² (0.93%) es agua.

### Condados adyacentes
- Condado de Colusa (sur)
- Condado de Lake (suroeste)
- Condado de Mendocino (oeste)
- Condado de Tehama (norte)
- Condado de Butte (este)

### Localidades

#### Ciudades
Orland |
Willows 

#### Lugares designados por el censo
Artois |
Hamilton City |
Elk Creek 

#### Áreas no incorporadas
Afton |
Alder Springs |
Bayliss |
Bluegum |
Butte City |
Capay |
Chrome |
Codora |
Copper City |
Cory |
Dogtown |
Fiddlers Green |
Fruto |
Glenn |
Grapit |
Greenwood |
Jacinto |
Jenks Place |
Keller Place |
Kirkwood |
Logandale |
Lone Star |
Meyers Place |
Mills Orchard |
Newville |
Norman |
Ordbend |
Rotavele |
Wilson Place |
Wyo 

## Demografía
En el censo de 2000, había 26 453 personas, 9172 hogares y 6732 familias residiendo en el condado. La densidad poblacional era de 8 personas por km². En el 2000 había 9982 unidades habitacionales en una densidad de 3 por km². La demografía del condado era de 71.78% blancos, 0.59% afroamericanos, 2.09% amerindios, 3.38% asiáticos, 0.07% isleños del Pacífico, 18.18% de otras razas y 3.86% de dos o más razas. 29.64% de la población era de origen hispano o latino de cualquier raza.
Según la Oficina del Censo en 2000 los ingresos medios por hogar en el condado eran de $32 107 y los ingresos medios por familia eran $37 023. Los hombres tenían unos ingresos medios de $29 480 frente a los $21 766 para las mujeres. La renta per cápita para la localidad era de $14 069. Alrededor del 18.10% de la población estaban por debajo del umbral de pobreza.

## Transporte

### Principales autopistas
- Interestatal 5
- Ruta Estatal 32
- Ruta Estatal 45
- Ruta Estatal 162